# ハイ・ウォーター計画

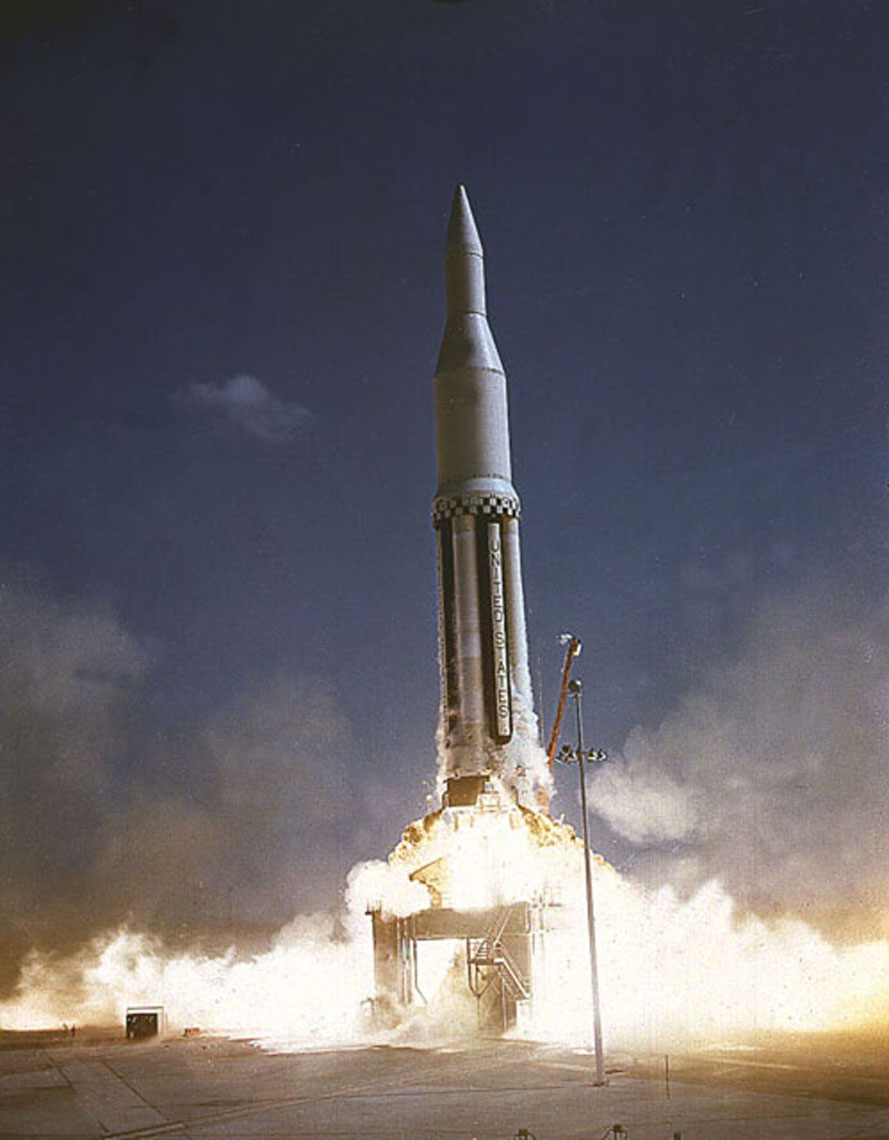
ハイ・ウォーター計画第一回目の発射

ハイ・ウォーター計画（Project Highwater）は、アメリカ合衆国のアポロ計画の一環として行われた実験である。1962年4月25日（アポロSA-2）と11月16日（アポロSA-3）の二回の実験が行われ、いずれも成功した。

## 計画の内容
アメリカが新規に開発した大型ロケット、サターンI の発射実験に付属したもので、ロケットの上段に大量の水を搭載して宇宙空間に散布し、通信や気象への影響を調べるというものであった。
フロリダ州ケープ・カナベラルの発射台から打ち上げられたロケットは、上空で一段目のロケットが燃焼を停止した時点（一回目の実験では高度105km、二回目の実験では高度167km）で、火薬で爆破される。これにより、二段目に搭載された100トンもの水が大気圏上層部に散布され、直径数キロメートルにおよぶ雲を発生させる。
ハイ・ウォーター計画の目的は、高空にとつぜん大量の水が散布された時に周囲に発生する現象を調べるものであったが、大した影響は観測されなかった。しかしながら、ロケットが上空で爆発した（あるいは何者かによって破壊された）際、飛び散った燃料がどのような振る舞いをするのかという事を知るためには、若干の参考になったのではないかという意見もある。